# 无代表，不纳税
“无代表，不纳税（英語：No taxation without representation）”起源于1750年代和1760年代，最早由Jonathan Mayhew提出。此口号概述了英国十三殖民地人民的不满，这也是美国革命的主要原因之一。简言之，殖民地中的许多人认为，因为他们在英国议会中没有直接代表，所以任何它通过的关于殖民地税收的法律（如食糖法和印花税法），根据1689年权利法案，都是违宪的，这些法律同时也是对他们身为英国臣民应得权利的否认。不过，美国革命时期，20个英国公民中只有1个人在议会中有代表席位，其中没有任何人是殖民地的代表。而在当下，关于相似争议，此口号也被不同国家的不同团体使用，其中还包括美国的一些地方（见下文）。
这句话抓住了英国内战中的核心观点，如John Hampden关于造船费（Ship Money）所表达的那样：“国王所无权要求的，即为臣民有权反对的”。

## 美国革命
“无代表，不纳税！”在1750年被牧师Jonathan Mayhew使用在其於波士顿的布道中。在爱尔兰，这句话已经被超过一代人使用。到1765年，此词用在了波士顿，并且当地政治家James Otis和“无代表的税收即为暴政”这句话最为相关。
自1660年，英国议会就已经控制了殖民地贸易和收取了进出口税。到1760年代，美洲人民还在被剥夺有历史意义的权利。英国1689年权利法案就已经禁止了未经议会同意的课税。由于殖民地在议会中没有代表席位，这些税收都违反了英国臣民所被保障的权利。不过议会却认为，殖民地是有实际代表的。
不过，其中一位杰出的英国人老皮特和北美人如Joseph Galloway，辩论和传播了建立联邦代表性的英国议会或者有税收权力的帝国架构（imperial structure）的计划，其中，议会需要包括来自美洲，西印度，爱尔兰，和英国的成员。尽管事实是这些主张在大西洋两岸激烈地争辩和，讨论，但是没有迹象表明将有宪法性进展的国会要求被送往威斯敏斯特。
美洲人民拒绝了英国首相乔治·格伦维尔带来的1765年印花税法，并且在波士顿茶叶党事件中暴力地反对了余下的茶叶进口（依据1773年茶叶法案的进口）税收。议会认为此举有损国王会同枢密院的权威，所以认为此举非法。当时英国采用军队来执行法律，而殖民地人民则认定议会通过了违宪的法律，于是通过组织民兵和夺取各殖民地政治权力来回应此举，并把皇家总督都驱逐出去。人民的不满并非是在税收量上（这些税收很低，不过很普遍），而是在伦敦的税收政策制定过程之中，也就是说，在英国议会中，没有殖民地人民的代表。1775年2月，英国通过了安抚决议（Conciliatory Resolution），此决议终止了对任何殖民地的税收，于是殖民地便满意地提供帝国防卫（共同抵制反对国王的人）和帝国官员的供养。
帕特里克·亨利在弗吉尼亚立法院的决议暗示了：美洲人民拥有所有英国臣民享有的权利；无代表不纳税原则是英国宪法的基本组成部分；只有弗吉尼亚有权收取弗吉尼亚人民的税。

## 实际代表制
在英国本土，代表制非常有限；只有3％的人可以投票，他们还被当地绅士控制着。所以，英国政府认为，殖民地人民是有他们利益的实际代表的。英国历史上，“无代表，不纳税”是一个古老原则，意味着所有税收需要由国会通过。起初，“代表”被认为是国民之一，但是到1700年，此概念已经转移为，议会中，所有英国臣民都有“实际代表”。塞缪尔·约翰逊在他的政治手册征税非暴政 中阐明：“我们实际上、冥冥中就允许了建立任何可供我们享受利益和寻求庇护的政府。”他也拒认（无投票权的）殖民地人民未被代表的托词。他说,“和英格兰的大部分一样，通过相同的实际代表，他们是有被代表的。”
实际代表制的理论在英国遭到第一代康登伯爵查尔斯·普拉特和他的盟友第一代查塔姆伯爵威廉·皮特的攻击，并且在殖民地遭到了强烈的抵制，殖民者说“实际”不过是政治腐败的面具，而且与政府的正当权力来自于被统治者的认可的共和主义信仰是不可调和的。殖民者说，没有投票，就不存在所谓的的“代表”。此外，Daniel Dulany说，“即便每个美洲居民都有投票所必需的财产，但他们还是没有投票权，除非他不再是美洲居民，而成为英国居民。”殖民者坚持认为，代表制只能通过组成一个由被代表者选举出的议会来实现。
卡姆登勋爵在他首次议会演说中大肆攻击了1766年公告法（因为印花税被撤销，此法案被提出用以安抚国王）在他首次主张“无代表，不纳税”后，卡姆登遭到英国首相乔治·格伦维尔，首席法官James Mansfield，和罗伯特·亨利，第一代诺辛顿伯爵（Robert Henley, 1st Earl of Northington）及其他人的攻击。他本人回复：
英国议会无权征收美洲人民的税。我不该考虑摆在你们桌上的宣示法案；除了浪费时间之外，考虑一个违宪，绝对违宪，违背根本自然法，违背此宪法根本法律的法案，又有何意义？这部宪法可是基于永恒不变的自然法的；它的根基和核心就是自由，它将自由派给每个进入它广袤范围的任何人。上议院啊，这个主义并不新鲜，它和宪法一样古老；它和它相伴而生；它实际是它的支撑；税收和代表牢不可分；上帝将它们绑定在一起，英国议会不能将之分割；胆敢这样做，便是自创我们的命脉。我的立场是，我再重复一遍，我将将此坚持到最后一刻，那便是税收和代表不可分割；我的立场基于自然法律（Laws of nature）；况且，它自身就是一条永恒的自然法；无论一个人有什么，那都绝对是他自己的；只要未经他本人同意（可以是他自己表达，亦或是他的代表人代为表达），那么就无人有权夺取；任何试图夺取的人，就是在意图伤害；这样做的人，就是在犯抢劫罪；他便是推倒和破坏自由与奴役的差别。税收和代表与宪法同时存在，同时也是宪法的根本。... 没有一片草叶生长在此王国最晦暗的角落，或者自宪法落成以来就未被代表（过）；也从没有一片草叶，被收税时，却未得所有者的同意。... 当他们未被代表时，我必不能给任何收取美洲殖民地税的法案以认同；就此实质代表的差别而论，它就显得够荒唐的了，不配得到回复；我因此而藐视之。美洲人民的祖先没有离开他们的祖国，却使自身困于危难困苦之中，沦为奴役的状态：他们没有放弃权利；他们希望从祖国寻求到庇护而非枷锁；他们希望她（祖国）来保护他们拥有财产，而非让她来剥夺它们：如果现行政权继续下去，没有任何物品他们可以说是归自己所有；或者用洛克先生的话来说，“既然其他人可以正当地随意夺取过来，那么他们又有何财产可言呢？”
在1766年1月议会前的一次亮相中，首相威廉·皮特说：
在议院里，此关于美洲实质代表的观点，是一个人脑子里有的最可鄙的想法。它不值得认真驳斥。在他们集会中被代表的美洲的平民百姓，一直有权行使宪法赋予他们的权利，如给予和授予他们的金钱。若是他们没有享有的话，他们早就成为奴隶了。
格伦维尔回应皮特说，美洲的骚乱“近乎公开叛乱；如果今日我听到的主义被确定下来的话，就没什么比这更趋近于发生革命了。”格伦维尔争论说，内外的税收是一样的。

## 现今使用

### 美国

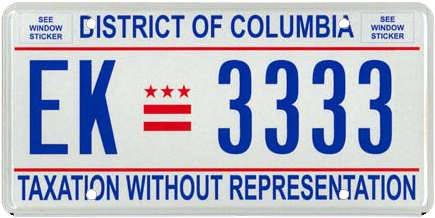
哥伦比亚特区车牌的标准发行版，上有“Taxation Without Representation.”这句话

在美国，这句话作为华盛顿特区在国会中争取投票权运动的一部分，被用来宣传华盛顿居民在缴纳联邦赋税的同时却在国会中没有代表席位的情况。2000年11月，特区的机动车辆管理局（DMV）开始发行带有“Taxation without representation”口号的车牌。在一次支持此城市的演出中，总统比尔·克林顿在总统专车上挂了“Taxation Without Representation”的车牌；不过，总统乔治·W·布什就任后，却把此换回了没有这个口号的车牌。2002年，市议会批准将此口号加进特区区旗，但是新区旗设计並未被通过。2007年，由於50州25美分纪念币计划的推動，哥伦比亚特区及自治领地開啟了25美分纪念币计划。特区提交了含有此口号的设计，但是被美国铸币局驳回。
2009年2月27日，“Taxation without representation”这句话也被用在茶葉黨抗议中，在此，抗议者对增加的政府支出和税收表示失望，而且，美国政府越来越依赖无代表税收的形式来增加规定税费，有人宣称此这些税费（决定）是被未经选举的政府雇员通过的，他们对投票人不负直接责任，也不能被公众通过选举来追究责任，于是抗议者中越来越多人表示了对此的忧虑。
英国首相约翰·梅杰采用了此口号颠倒过来的版本，在1995年10月联合国50周年庆典中他说，“没有税收，国家就无法继续享有代表权，”借此批评美国对联合国上10亿元的欠款，这呼应了上个月联合国大会开幕式中，英国外交大臣馬爾康·芮夫金的言论。
要成为美国公民，移民大多必须在一段时间內定居美國（通常5年）。永久居民需要缴纳全球各地所得相應的税，而且大多数情况下并不能投票。然而，在整个19世纪，许多州不允许移民投票，就算移民已经宣称希望成为公民。这主要是因为这些新的州的人口大部分由还没获得公民身份的移民构成。如今，有七个行政辖区允許非公民參與投票。
这句话同时也在美国的其他团体中使用，他们缴纳多种税（销售税，所得税，物业税）却没有投票的资格，比如重犯（许多州中他们被禁止投票），工作和居住的州不相同的人（因此需要支付所得税给他们并不居住的州），和18岁以下的人。

### 加拿大
在加拿大，魁北克政治人物，前魁人政团领袖，Gilles Duceppe多次引用这句话来辩护他的党派在渥太华的合法出席。此集团是一个魁北克独立运动党派，在魁北克省的加拿大联邦选举中独立参选。Duceppe招出这句话，暗含着魁北克主权运动支持者有权在在他们头上征税的加拿大国会中被代表（事实上也的确如此）。他通常引用此话的英语原文，而非法語的翻譯。

### 澳大利亚
南澳大利亚州的第一届政府由立法会组成，立法会成员由国王选出，总督也从立法会中选出“正式成员”（公务员）。John Stephens和他的南澳大利亚记事报 也是民主改革运动的一员。1851年部分重组，那时大部分1851-1855届的南澳大利亚州立法会成员被选举出来。

## 注解
1. ↑  McCullough, David. . New York, N.Y.: Simon & Schuster. 2001: 61. ISBN 978-0-7432-2313-3.
2. ↑  For a critical and detailed account of how the slogan came about, see the series of three articles posted on the blog Boston 1775 （页面存档备份，存于）, on April 25, 26 and 27, 2009, titled respectively, Who Coined the Phrase “No Taxation Without Representation“? （页面存档备份，存于）, James Otis, Jr., on Taxation Without Representation （页面存档备份，存于）, Looking for “Taxation Without Representation” （页面存档备份，存于）
3. ↑  Daniel A. Smith, Tax Crusaders and the Politics of Direct Democracy  (1998), 21-23
4. ↑  Unger, pg. 87
5. ↑  John C. Miller, Origins of the American Revolution . 1943. pp. 31, 99, 104
6. ↑  . Books.google.co.uk.   [2011-01-16]. （原始内容存档于2015-04-02）.
7. ↑  http://www.sagehistory.net/revolution/topics/representation.htm （页面存档备份，存于）; http://www.jstor.org/pss/550146
8. ↑  Miller p 122–25
9. ↑  Miller p 212
10. ↑  16 Parliamentary History of England, London: Hansard, 1813, pp. 170-77. "Lord Northington, leaving the woolsack, commenced in a tone most insulting to the new Peer, and, what was much worse, most insulting to the people of America,--Benjamin Franklin being a listener below the bar ... .” 5 Lord Campbell, Lives of the Lord Chancellors, p. 181.
11. 1 2  16 Parliamentary History of England, London: Hansard, 1813, pp. 177-81.
12. ↑  Walford Davis Green, William Pitt, Earl of Chatham and the Growth and Division of the British Empire, 1708-1778.  1901. p. 255.
13. ↑  see http://journals.cambridge.org/production/action/cjoGetFulltext?fulltextid=275183 for legal questions surrounding the constitutional nature of the Imperial Crown-in-Parliament's right to legislate and tax for the British Isles and Empire, and the colonies' chartered rights to legislate and tax themselves
14. ↑  Chan, Sewell. . The Washington Post. November 5, 2000: C01  [August 6, 2008]. （原始内容存档于2012-10-15）.
15. ↑  . The New York Times. January 19, 2001  [July 5, 2008]. （原始内容存档于2008-09-19）.
16. ↑  District of Columbia Flag Adoption and Design Act of 2002 的存檔，存档日期2008-12-01..
17. ↑  Nakamura, David; Woodlee, Yolanda. . The Washington Post. December 11, 2003: DZ02  [August 6, 2008]. []
18. ↑  U.S. Mint: District of Columbia and United States Territories Quarter Program （页面存档备份，存于） . Retrieved January 9, 2009.
19. ↑  Duggan, Paul. . The Washington Post. February 28, 2008: B03  [August 6, 2008]. （原始内容存档于2021-03-05）.
20. ↑  . Myfoxchicago.com. 2009-02-27  [2011-01-16]. （原始内容存档于2009-03-02）.
21. ↑  . Globalpolicy.org.   [2011-01-16]. （原始内容存档于2009-05-18）.
22. ↑   (PDF). Uscis.gov.   [2011-01-16]. （原始内容 (PDF)存档于2006-09-25）.
23. ↑  . Immigrantvoting.org.   [2011-01-16]. （原始内容存档于2011-07-26）.
24. ↑  . Immigrantvoting.org. 2005-04-20  [2011-01-16]. （原始内容存档于2011-07-26）.
25. ↑  Top Reasons National Youth Rights Association of Southeast Florida Wants a Lower Voting Age Archive.today的存檔，存档日期2009-06-02, 16tovote.com
26. ↑  . South Australian Register (Adelaide, SA : 1839 - 1900) (Adelaide, SA: National Library of Australia). 1 April 1850: 3  [4 August 2012].